# Tiberinus

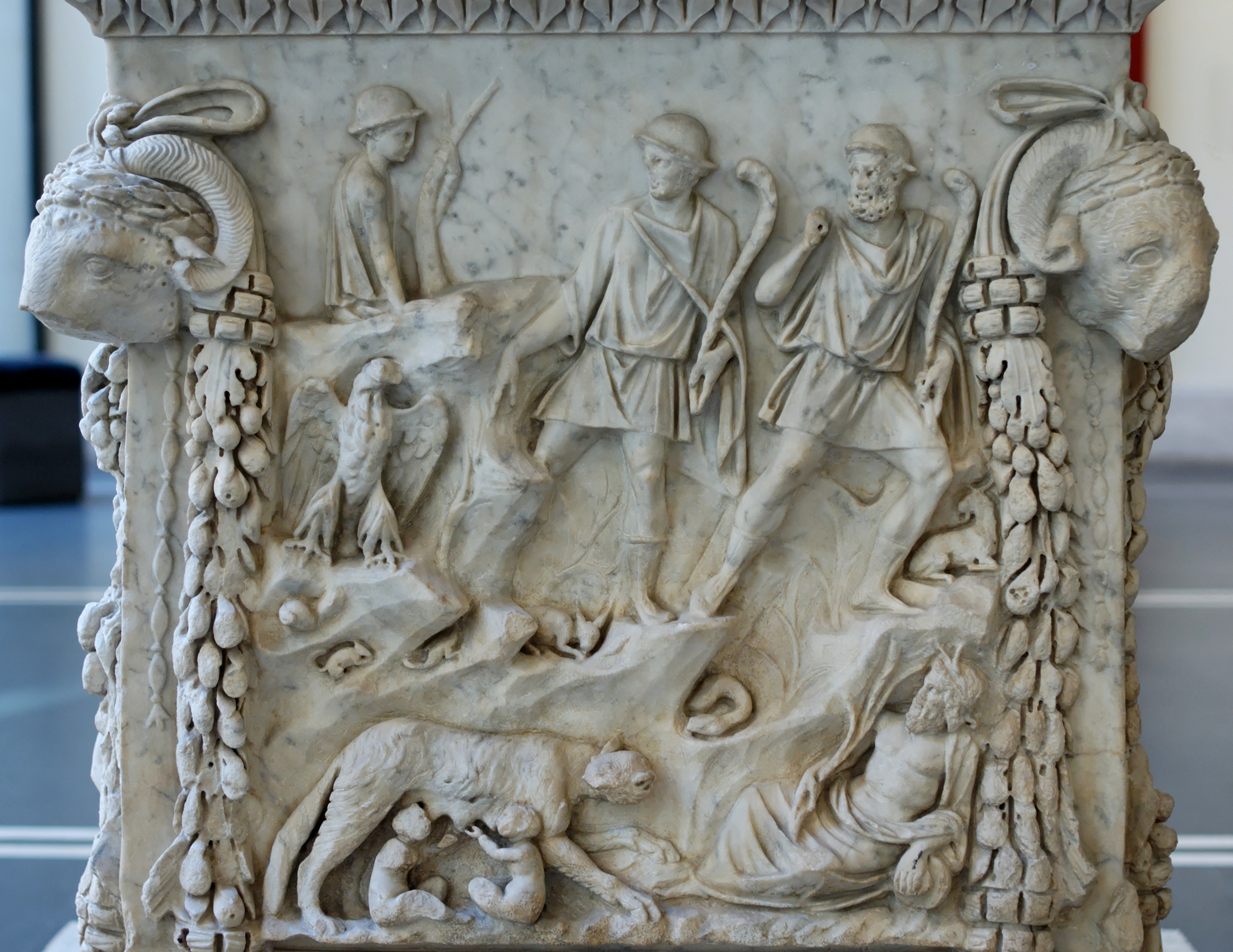
Tiberinus findet Romulus und Remus

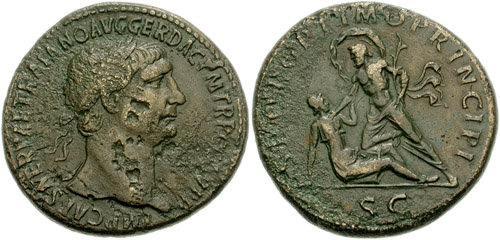
Sesterz des Trajan. Auf der Rückseite setzt Tiberinus seine Knie auf das besiegte, am Boden liegende Dakien.

Tiberinus (auch Tiberinus pater) ist in der römischen Mythologie der Flussgott des Tibers. Tiberinus ist eigentlich eine adjektivische Form und zu Tiberinus deus („Gott Tiber“) bzw. Tiberinus pater („Vater Tiber“) zu ergänzen. Nach Servius wird entsprechend der Fluss im religiösen Zusammenhang Tiberinus, poetisch Tibris und alltäglich Tiberis genannt.
Der Kult des Tiberinus soll schon von Romulus eingeführt worden sein, in Zusammenhang mit dem sehr alten, dem Tiber geltenden Fest der Volturnalia am 27. August erscheint der Name Tiberinus aber nicht. Das Fest des Tiberinus am 8. Dezember ist das Stiftungsfest des auf einer Tiberinsel gelegenen Heiligtums des Gottes. Ein weiteres Heiligtum gab es in Ostia. Ob das am 7. Juni gefeierte Fischerfest (ludi piscatorii) Beziehung zum Kult des Tiberinus hatte, ist unklar.
Tiberinus erscheint auch an einem zentralen Punkt im Gründungsmythos der Stadt Rom. In der Aeneis des Vergil spricht Tiberinus im Traum zu dem am Ufer des Flusses schlafenden Aeneas und verheißt ihm die Gründung der Stadt an der Stelle, an der er am Morgen eine Wildsau mit 30 Frischlingen finden wird, und er trägt ihm auf, sich mit Euandros, dem Führer einer Kolonie von Arkadiern zu verbünden, die in der Nähe die Stadt Palatium (auf dem heutigen Palatin-Hügel) gegründet hatten. Vergil beschreibt den Flussgott mit einem Grasmantel bekleidet und auf dem Kopf einen Kranz aus Schilf tragend. Bei Ovid erklärt der ebenfalls schilfbekrönte Tiberinus dem Dichter den Ursprung des Rituals der Argei, bei dem an den Iden des Mai von der Pons Sublicius aus Strohmänner in den Fluss geworfen wurden.
Einer jungen Überlieferung zufolge soll der Name des Flusses auf Tiberinus Silvius, König von Alba Longa, zurückgehen, der während einer Schlacht in den Fluss fiel und dabei ertrank. Zuvor solle der Fluss Albula geheißen haben.

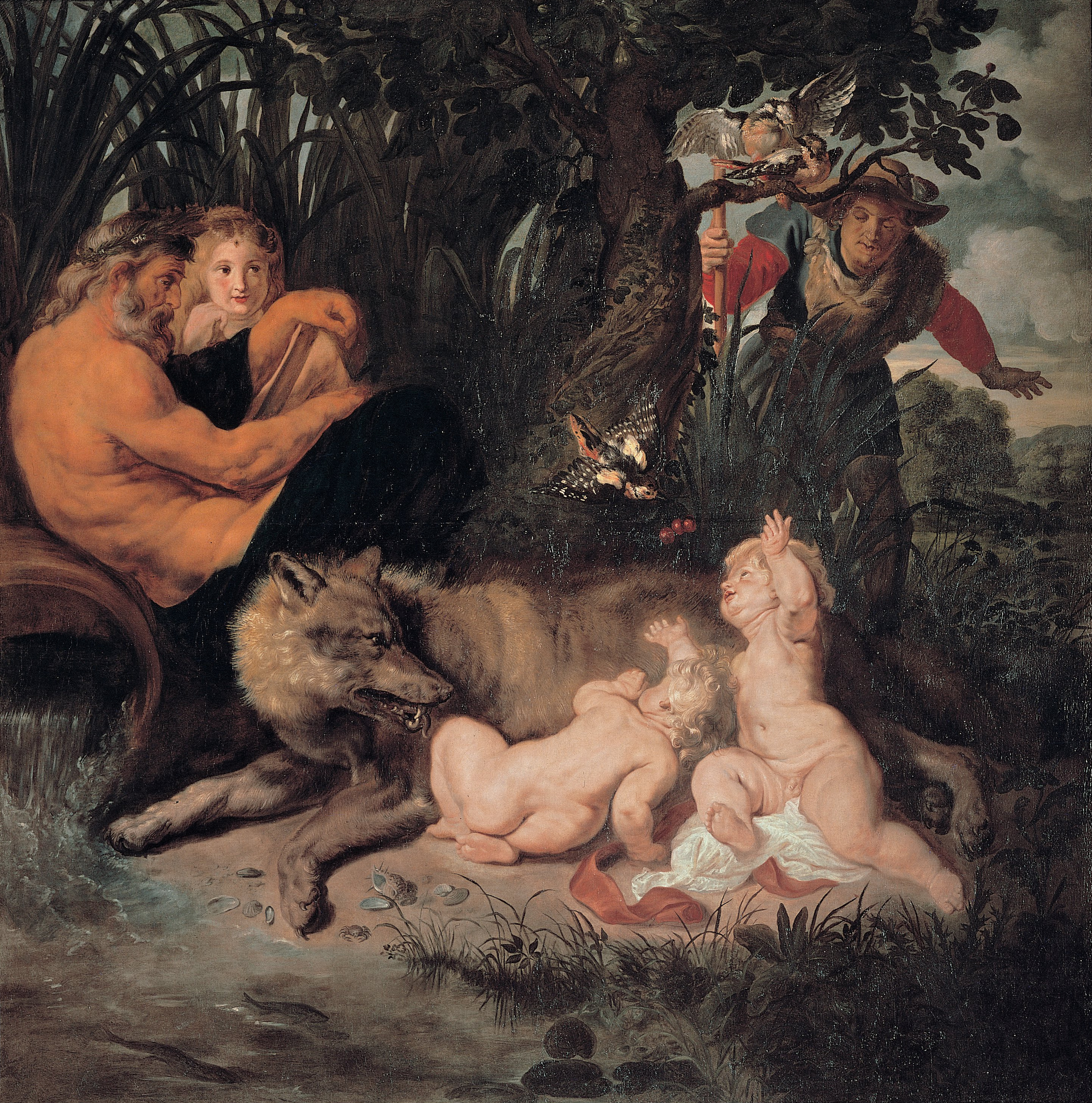
Romulus und Remus (Peter Paul Rubens, ca. 1614). Links im Schilf Tiberinus mit Ilia.

Nach einer Erzählung des Ennius wurde Ilia, von Amulius, dem König von Alba Longa, zum Ertrinken im Tiber verurteilt, da sie als Vestalin die Mutter von Romulus und Remus geworden war. Ilia wird identifiziert mit Rhea Silvia, gilt aber als Tochter von Aeneas und Lavinia. Der Flussgott rettete Ilia vor dem Ertrinken und macht die zur Göttin erhobene zu seiner Frau. Er rettete auch die am Tiber ausgesetzten Zwillinge vor dem Ertrinken.